# Храсте (община Марибор)
Вижте пояснителната страница за други значения на Храсте.
Храсте (на словенски: Hrastje) е село в Словения, Подравски регион, община Марибор. Според Националната статистическа служба на Република Словения през 2002 г. селото има 511 жители.